# Iodethan
Iodethan ist eine chemische Verbindung aus der Gruppe der aliphatischen, gesättigten Halogenkohlenwasserstoffe.

## Gewinnung und Darstellung
Iodethan kann durch Reaktion von Ethanol mit Iod in Gegenwart von rotem Phosphor oder durch Addition von Iodwasserstoff an Ethen gewonnen werden.
{\displaystyle \mathrm {CH_{2}{=}CH_{2}+HI\longrightarrow {}CH_{3}CH_{2}I} }

## Eigenschaften
Iodethan ist eine farblose, leicht flüchtige, entzündbare Flüssigkeit mit etherischem Geruch, die schwer löslich in Wasser ist. Sie besitzt eine dynamische Viskosität von 0,556 mPa·s bei 25 °C. Bei Kontakt mit Licht verfärbt sich Iodethan rot und zersetzt sich langsam in Wasser. Das technische Produkt enthält Silber, Ethanol oder Kupfer als Stabilisator.

## Verwendung
Iodethan wird als Schwerflüssigkeit für die Mineralienanalysen und für organische Synthese verwendet.

## Sicherheitshinweise
Die Dämpfe von Iodethan können mit Luft beim Erhitzen des Stoffes über seinen Flammpunkt explosive Gemische bilden.